# Magnum Photos

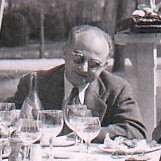
David Robert Seymour spoluzakladatel agentury

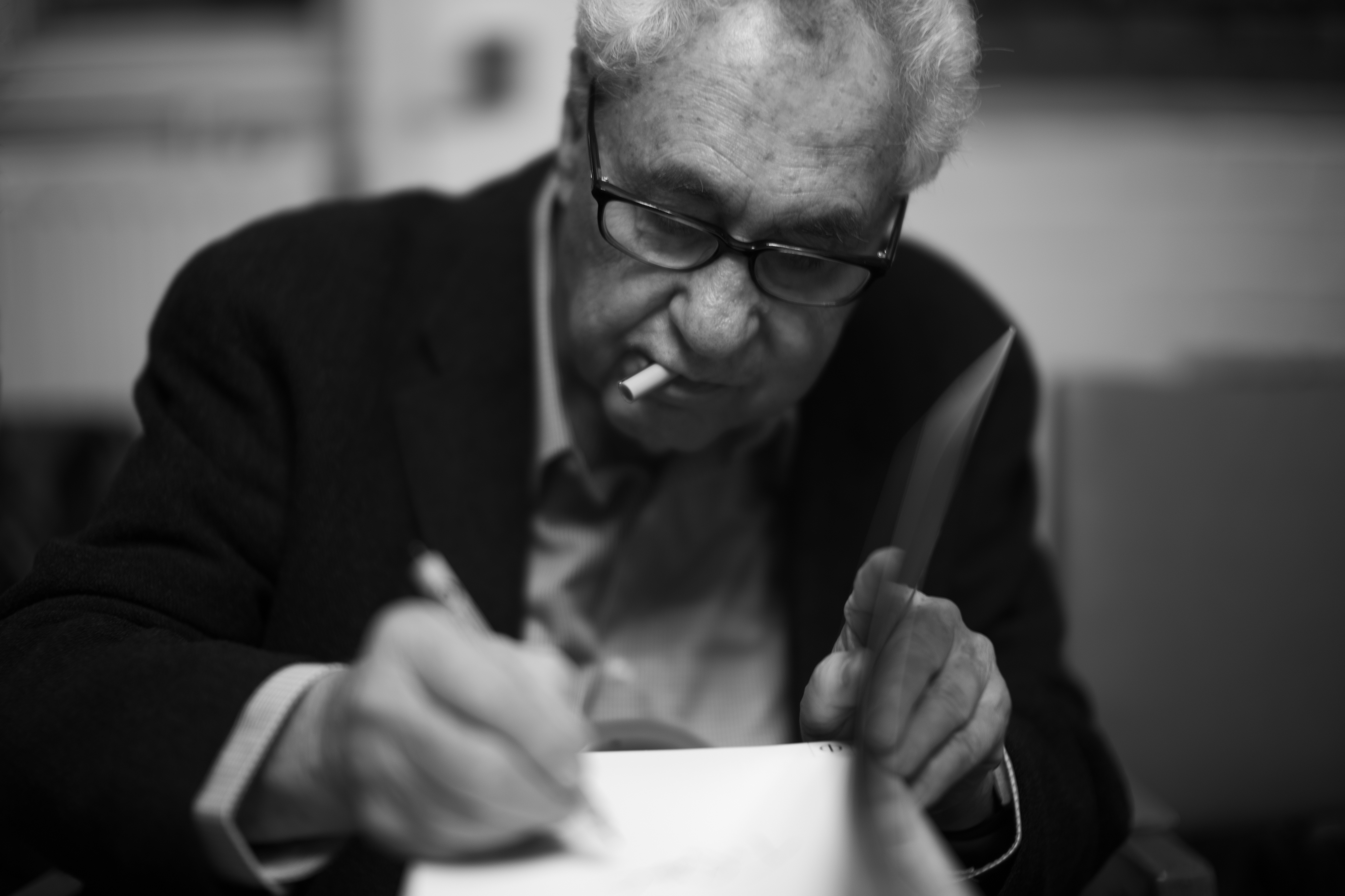
Elliott Erwitt byl členem agentury od roku 1953 do 2023, na snímku podepisuje knihu na vernisáži výstavy Retrospective, KunstHaus, Vídeň, 2012, fotoaparát: Leica M Monochrom

Magnum Photos je mezinárodní fotografická agentura složená z fotografických členů, jejíž kanceláře jsou ve městech New York, Paříž, Londýn a Tokio.
Spoluzakladatel Henri Cartier-Bresson prohlásil:
| „                       | Magnum je komunita založená na myšlence sdílet lidskou kvalitu, sledovat kuriozity, které se dějí ve světě a respektovat to, co se děje a toužit po vizuálním zachycení děje. | “ |
| — Henri Cartier-Bresson | |   |

## Historie
Váleční fotografové Robert Capa, David "Chim" Seymour, Henri Cartier-Bresson, William Vandivert, George Rodger a Maria Eisnerová založili agenturu Magnum Photos 27. dubna roku 1947, jako reakci na druhou světovou válku, ze které dodávala reportážní fotografie. Magnum je jedna z prvních fotografických kooperací, kterou vlastní a administruují výhradně její členové. Zaměstnanci poskytují podporu pro fotografy, kterým náleží veškerá autorská práva.
Společnost Magnum přišla v květnu 1954 o dva významné členy. Werner Bischof zemřel ve svých osmatřiceti letech dne 16. května při autonehodě v Andách, když se při sjezdu horské silnice spolu s geologem Ali de Szepessym a řidičem zřítili do propasti. Robert Capa zahynul o devět dní později v Indočíně při dokumentování ústupu francouzských vojsk, když šlápl na minu.
Prvním Holanďanem, který se stal členem Magnum byl v roce 1950 Krijn Taconis.
V roce 2013 byli do spolku Magnum Photos přijati dva plnohodnotní členové, jmenovitě Olivia Arthur a Peter Van Agtmael, kteří byli nominováni od roku 2008 a Michael Christopher Brown byl nominován.

## Organizace
Agentura Magnum zahrnuje fotožurnalisty z celého světa a zachytila mnoho historických momentů 20. století. Archiv agentury obsahuje snímky zobrazující rodinný život, drogy, religionistiku, válku, chudobu, kriminalitu, hladomor, politiku i celebrity.
Ke členství v agentuře Magnum vedou tři kroky. Nominace na členství, přidružený člen a po dalších přibližně třech letech plnohodnotný člen. Každý krok schvaluje porota ze stávajících členů agentury. Ke schválení prvních dvou kroků stačí 50 procent hlasů, k plnohodnotnému členu je potřeba již 70 procent hlasů.
Magnum žije z příjmů svých členů, které získají na zakázkách.

## Seznam členů

### A
- Abbas
- Eve Arnoldová
- Marla Albrecht
- Olivia Arthur
- Peter Van Agtmael

### B
- Micha Bar-Am
- Bruno Barbey
- Jonas Bendiksen
- Ian Berry
- Matt Black
- Brian Brake
- René Burri

### C
- Cornell Capa
- Robert Capa
- Henri Cartier-Bresson
- Chien-Chi Chang

### D
- Antoine d'Agata
- Bruce Davidson
- Carl de Keyzer
- Raymond Depardon
- Carolyn Drake
- Thomas Dworzak

### E

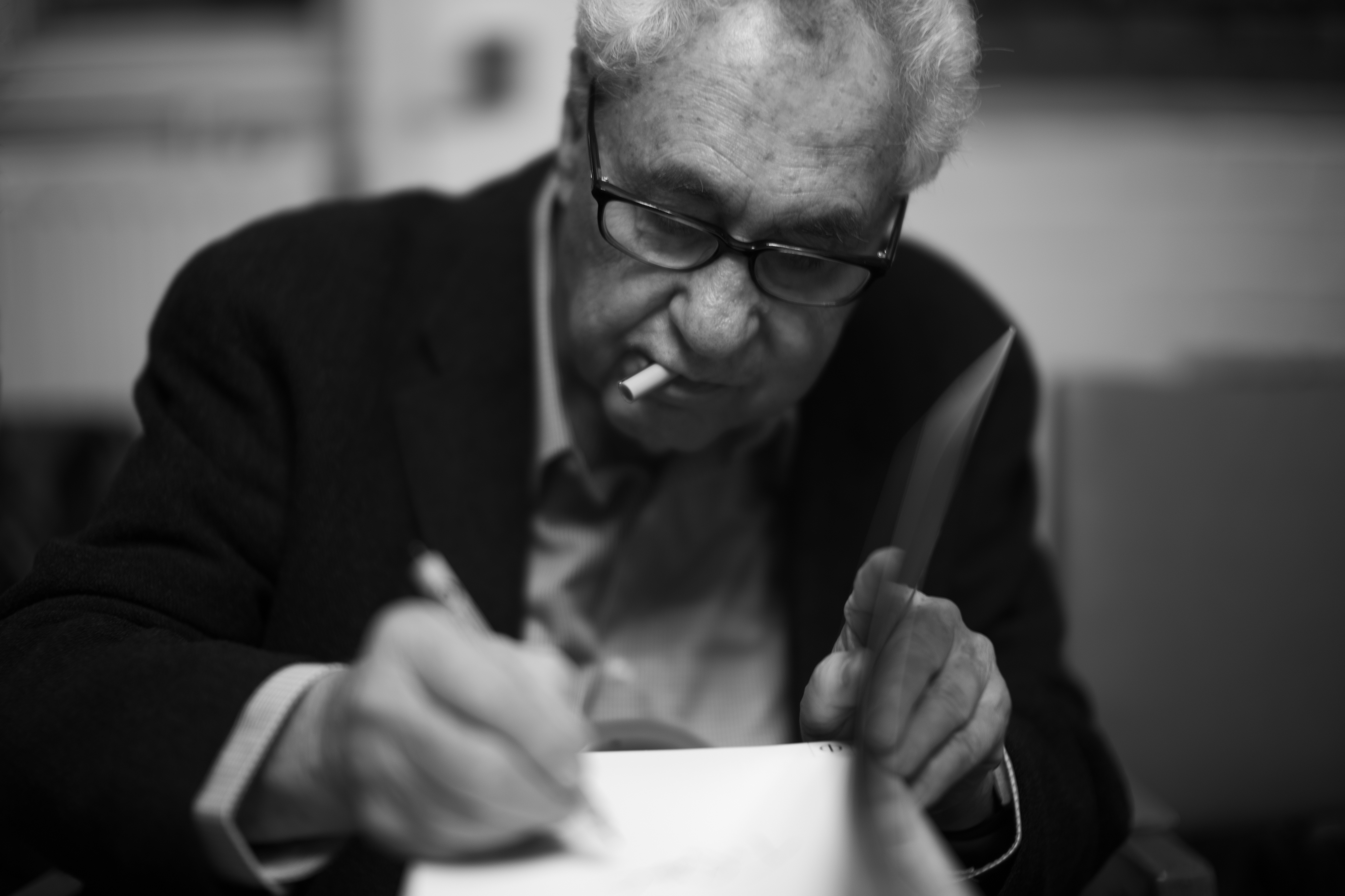
Elliott Erwitt, Vídeň, 2012, fotoaparát: Leica M Monochrom

- Nikos Economopoulos
- Elliott Erwitt
- Maria Eisnerová

### F
- Martine Francková
- Stuart Franklin
- Leonard Freed
- Paul Fusco

### G

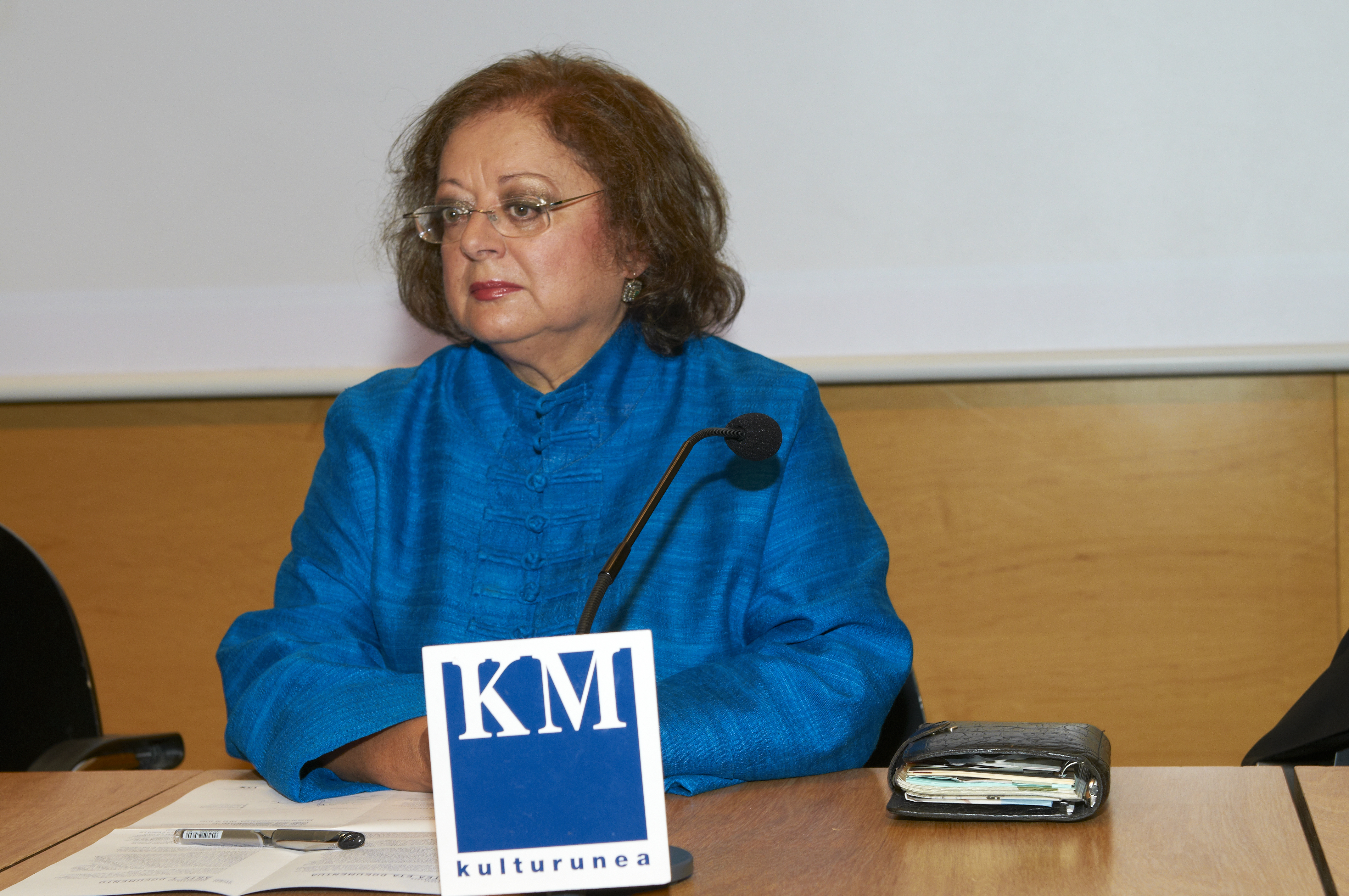
Cristina García Rodero

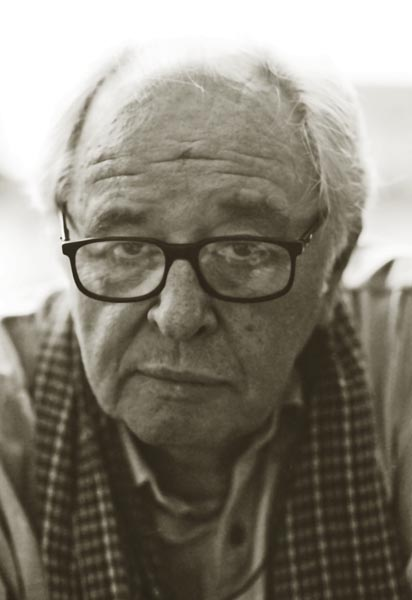
Philip Jones Griffiths

- Jean Gaumy
- Bruce Gilden
- Burt Glinn
- Cristina García Rodero
- Maya Goded
- Jim Goldberg
- Philip Jones Griffiths
- Harry Gruyaert
- Ara Güler

### H

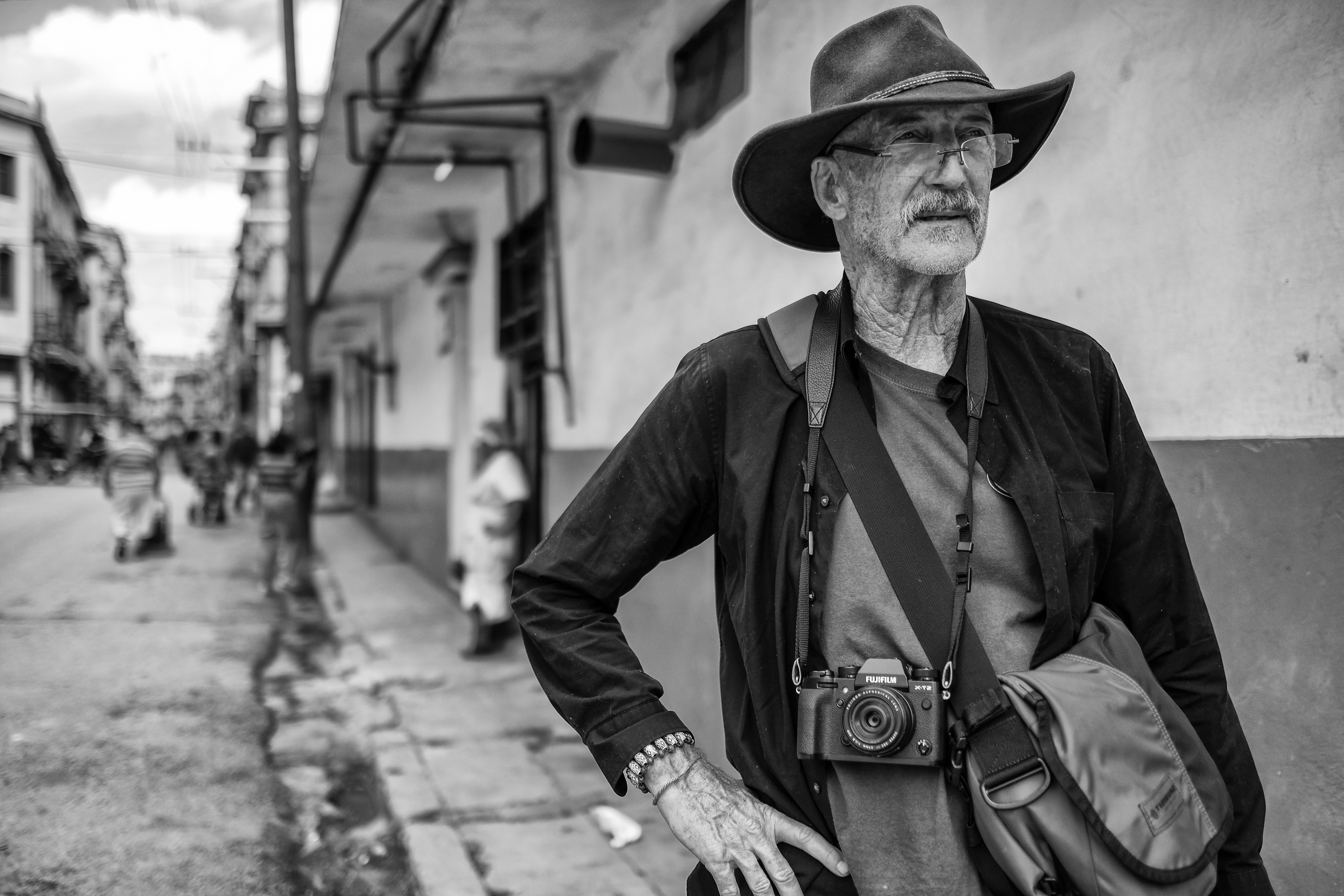
Fotograf David Alan Harvey

- Ernst Haas
- Philippe Halsman
- Charles Harbutt
- Erich Hartmann
- David Alan Harvey
- Thomas Höpker
- David Hurn
- Mai Ha

### J
- Jeff Jacobson

### K
- Richard Kalvar
- Josef Koudelka
- Hiroji Kubota

### L
- Sergio Larrain
- Guy Le Querrec
- Erich Lessing
- Herbert List

### M
- Alex Majoli
- Constantine Manos (1934–2025)
- Peter Marlow
- Steve McCurry
- Susan Meiselas
- Wayne Miller
- Inge Morath
- John G. Morris (photo editor)

### P
- Trent Parke
- Martin Parr
- Paolo Pellegrin
- Gilles Peress
- Gueorgui Pinkhassov
- Mark Power

### R

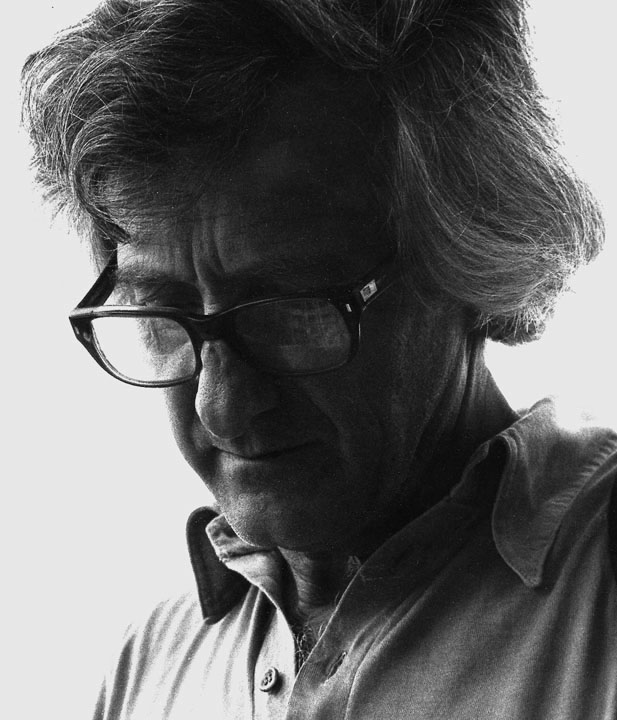
Marc Riboud

- Raghu Rai
- Eli Reed
- Marc Riboud
- Miguel Rio Branco
- George Rodger

### S
- Alessandra Sanguinetti
- Lise Sarfati
- Ferdinando Scianna
- Ernst Scheidegger
- David Seymour
- Marilyn Silverstone
- William Eugene Smith

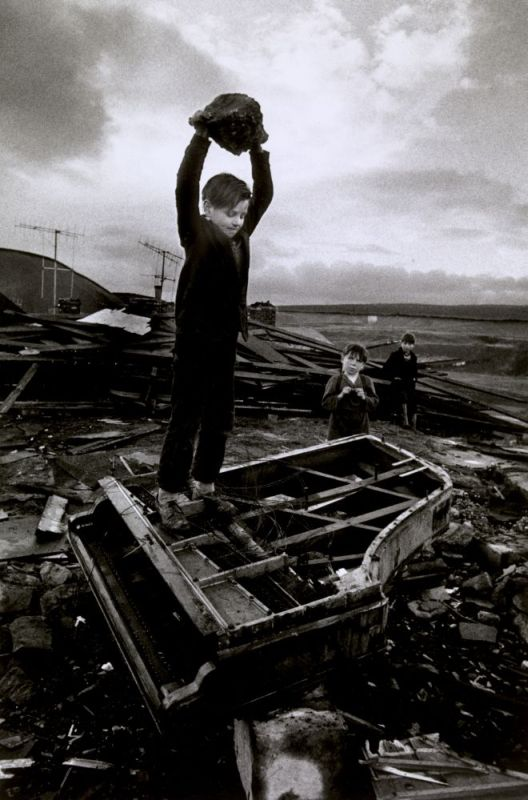
Philip Jones Griffiths: Boy destroying piano at Pant-y-Waen, South Wales, 1961

- Lindokuhle Sobekwa (* 1995), jihoafrický dokumentární fotograf
- Jacob Aue Sobol
- Alec Soth
- Chris Steele-Perkins
- Dennis Stock
- Mikchael Subotzky

### T
- Krijn Taconis
- Nicolas Tikhomiroff
- Larry Towell

### U
- Ilkka Uimonen

### V
- John Vink

### W
- Alex Webb
- Simon Wheatley
- Donovan Wylie

### Z
- Patrick Zachmann

### Knihy
- Magnum: Fifty Years at the Front Line of History by Russell Miller, Grove Press (October, 1999), ISBN 0-8021-3653-2. (anglicky)
- Magnum Stories by Chris Boot, Phaidon Press (December 1, 2004), ISBN 0-7148-4245-1.(anglicky)
- Magnum Magnum. Mit einem Vorwort von Stuart Franklin. Schirmer Mosel, München 2007, 564 S., über 400 Abb., ISBN 978-3-8296-0323-2, Fotoband mit Kurzbiographien und anderen Texten (německy)
- Magnum Fußball, Phaidon Verlag, Berlin 2006, ISBN 0-7148-5797-1 (německy)
- Magnum Landscape, Phaidon Verlag, Berlin 2005, ISBN 0-7148-4522-1 (německy)
- Chris Boot: Magnum Stories, Phaidon Verlag, Berlin 2004, ISBN 0-7148-4245-1 (německy)
- Michael Ignatieff (Hrsg.): magnum°, Phaidon Verlag, Berlin 2000, ISBN 0-7148-9077-4 (německy)
- Alain Bergala (Hrsg.): Magnum Cinema, Phaidon Verlag, Berlin 1998, ISBN 0-7148-3772-5 (německy)
- William Manchester, Jean Lacouture, Fred Ritchin: Zeitblende. Fünf Jahrzehnte MAGNUM Photographie, Schirmer Mosel, München 1989, 464 S., ISBN 3-88814-347-0 (německy)